# Charmant (lunetier)

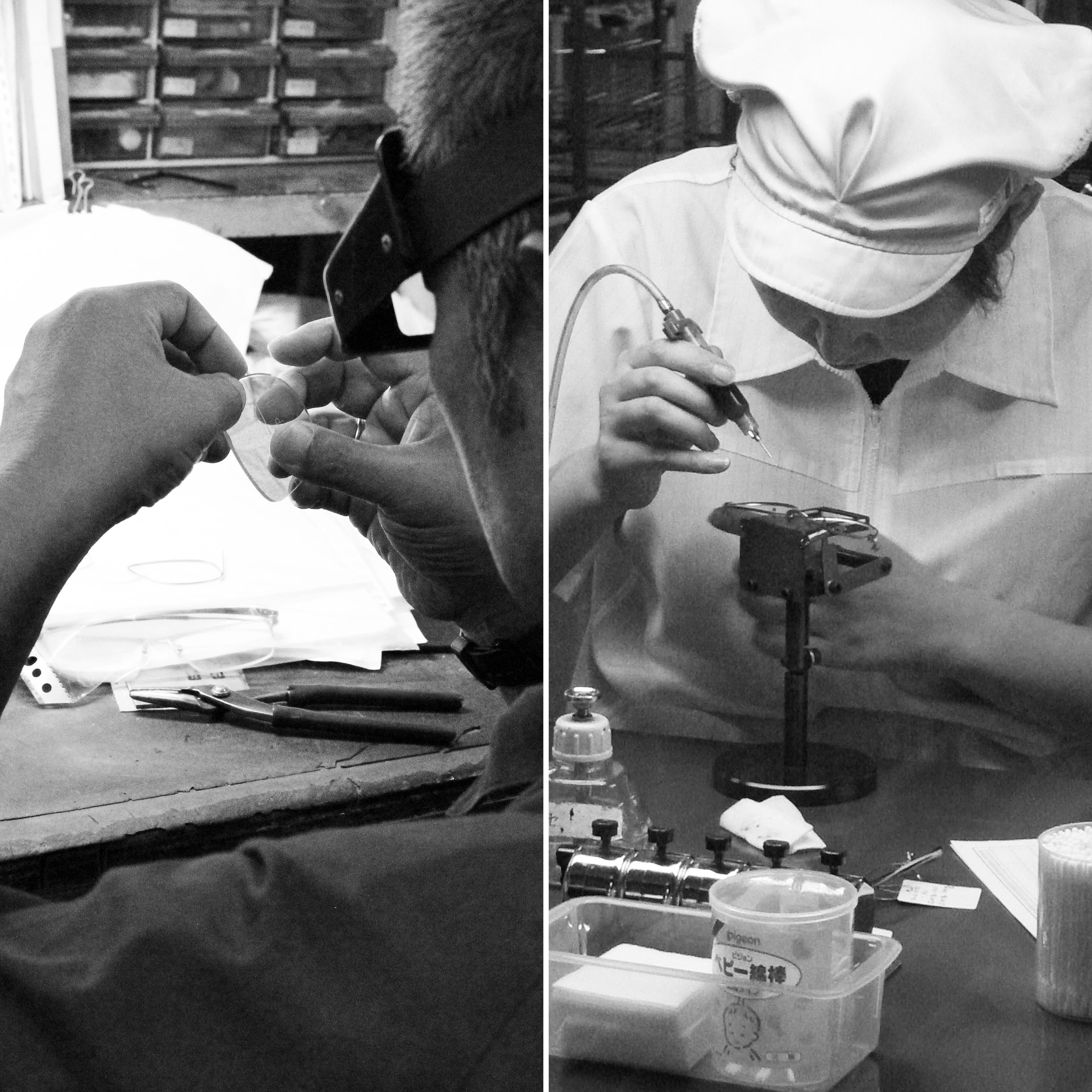
Fabrication d'une monture Charmant

Charmant est un groupe fabricant et distributeur de lunettes et de lunettes de soleil, fondé en 1956 et basé au Japon. 
En 1980, la première monture optique en titane est créée par Kaoru Horikawa, fondateur de l'entreprise Charmant ; ce matériau était jusqu’alors essentiellement utilisé dans l’industrie stratégique et militaire.

## Marques maison

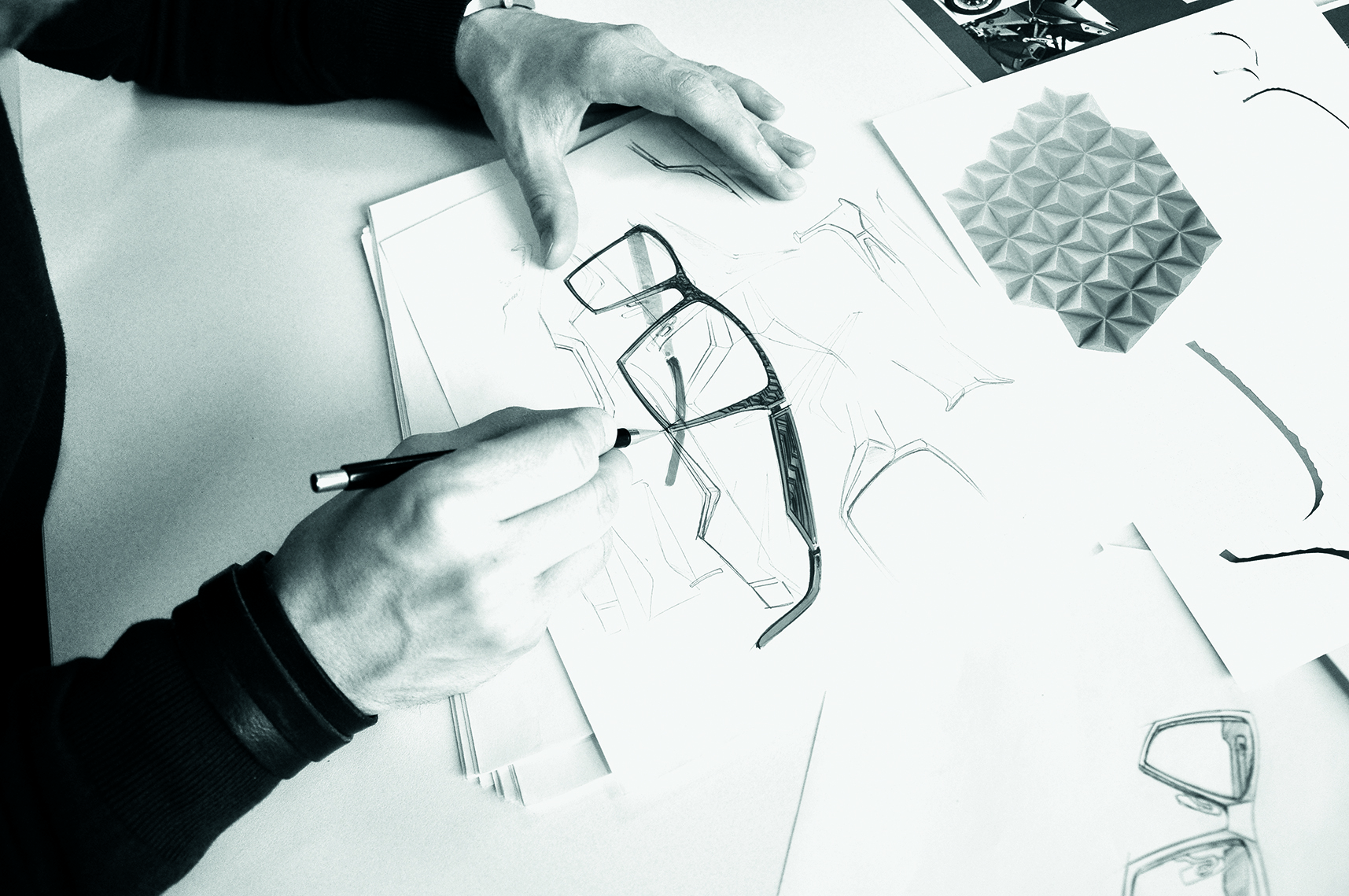
Croquis d'une monture Ad Lib - Marque maison Charmant

Conception et fabrication de plusieurs marques maison : 
- Line Art Charmant[3],
- Charmant Perfect Comfort[4],
- Charmant Titanium Perfection,
- Charmant by Caroline Abram[5],
- Ad Lib,
- Charmant Z,
- Aristar.

## Filiale française
Il existe une filiale française, fondée en 1994, qui compte à ce jour 45 collaborateurs, 5 marques maisons et 2 licences. Charmant France est en 2013 dirigée par Yves Desgagnés.